# Batalla de Sanluri
La Batalla de Sanluri se libró el 30 de junio de 1409 entre los ejércitos del juzgado de Arborea y el ejército de la Corona de Aragón, (Reino de Cerdeña) de Martín I de Aragón.

## Desarrollo
El campo de batalla fue el llano cerca del pueblo y del castillo de Sanluri. El ejército de Arborea estaba acaudillado por el juez Guillermo III de Narbona, y el sardo-aragonés estaba capitaneado por Martín el Joven, rey de Sicilia, hijo del rey Martín I de Aragón. El primero era superior en número y estaba compuesto principalmente por mercenarios, entre los que se contaban los famosos ballesteros genoveses, junto a otras unidades provenientes de Francia e Italia.
No hay muchos datos sobre el discurrir de la batalla. Los aragoneses, menos numerosos, tenían sin embargo más experiencia y entrenamiento y lograron dividir en dos mitades al ejército enemigo para posteriormente rodear y aniquilar cada mitad. Solamente un pequeño contingente encabezado por el juez Guillermo pudo escapar al castillo de Monreale. Algunos soldados fueron capturados en el pueblo.
Martín murió unos pocos días después en Cáller, de malaria, después de haber pasado unos días con una mujer de Sanluri, supuestamente debilitado por el esfuerzo de la relación con ella. Con la muerte de Martín el Joven se abrió la crisis dinástica de los reyes de Aragón: el rey Martín el Viejo no tenía más descendientes y a su muerte la Corona quedó sin rey durante dos años, hasta el compromiso de Caspe. Martín el Joven tiene un gran mausoleo en la catedral de Cáller, donde se le dio sepultura en el siglo XVII.
Esta batalla no fue definitiva, pero fue uno de los principales enfrentamientos de la conquista aragonesa de Arborea, que fue finalmente anexionada al año siguiente.